# Revolta dos Turbantes Amarelos
A Revolta dos Turbantes Amarelos foi uma revolta camponesa na China contra a dinastia Han Oriental. Ela eclodiu no ano 184, no reinado do imperador Lingdi. A revolta só foi totalmente controlada 21 anos depois, no ano 205. A rebelião, que adquiriu seu nome da cor dos tecidos usados pelos rebeldes em suas cabeças, marcou um importante ponto na história do taoismo devido à associação dos rebeldes com sociedades secretas taoistas. No século XIV, a revolta viria a ser usada como evento inicial do romance histórico Romance dos Três Reinos.

## Causas
Uma causa importante da rebelião foi a crise agrária que forçou agricultores e colonizadores militares no norte a procurar emprego no sul, onde grandes proprietários de terra exploravam a grande oferta de mão de obra para construir grandes fortunas. A situação agravou-se com cheias menores do que o normal no baixo Rio Amarelo. Os agricultores também eram oprimidos por altos impostos destinados a financiar a construção de fortalezas ao longo da Rota da Seda e a manutenção de guarnições militares destinadas a impedir infiltrações e invasões estrangeiras. Com esta situação, donos de terras, agricultores sem terra e ex-soldados desempregados formaram grupos armados (por volta de 170) e, eventualmente, exércitos privados, preparando o terreno para o conflito.
Ao mesmo tempo, o governo Han estava se enfraquecendo internamente. O grande poder dos donos de terra se convertera num problema crônico. Os eunucos da corte haviam adquirido grande influência sobre o imperador, e utilizavam essa influência para se enriquecer. Dez dos mais poderosos eunucos formaram o grupo conhecido como os Dez Eunucos, e o imperador Lingdi se referia a um deles (Zhang Rang) como sendo o seu "pai adotivo". O governo era largamente visto como corrupto e incapaz e a fome e as inundações eram vistas como uma indicação de que o imperador havia perdido o mandato do céu.
Por causa de seus planos de reformas, a seita taoista de Zhang Jiao se tornaria o mais perigoso inimigo da dinastia Han. Como preparação para a revolta, Zhang Jiao enviou discípulos por todo o norte da China para conquistar apoiadores. Descontentamento político, bem como secas e pestes, estimularam o ressentimento público contra o governo Han. Os rebeldes tinham aliados até mesmo dentro da corte imperial, e podiam agir livremente na corte seja por ignorância dos funcionários do governo, seja por medo destes em relação ao poderio dos rebeldes.
Zhang Jiao planejou uma revolta em todo o império Han. Porém, antes da eclosão da revolta, houve uma traição e o plano foi descoberto. Os simpatizantes da rebelião em Luoyang foram presos e executados, e a rebelião nas províncias começou antes do tempo planejado, no segundo mês de 184. Apesar do início prematuro e da inevitável falta de coordenação, dezenas de milhares de homens se juntaram à revolução, repartições do governo foram saqueadas e destruídas e os exércitos imperiais ficaram imediatamente na defensiva.

## Os rebeldes

### Fundadores
A revolta foi liderada por Zhang Jiao (que era conhecido pelos seus seguidores como "General do Céu") e por seus dois irmãos mais novos, Zhang Bao e Zhang Liang. Todos haviam nascido no jun Julu (atualmente, Pingxiang, em Hebei). Eles haviam fundado uma seita taoista no que é atualmente a província de Shandong. Eram curandeiros, geralmente aceitando pro bono pacientes que não tinham condições financeiras de pagar. Os irmãos percebiam as duras condições de vida dos agricultores que tratavam, os quais sofriam com os altos impostos que os governos locais lhes impunham.

### Seita taoista
Os irmãos foram os primeiros mas não os últimos seguidores do "Caminho da Suprema Paz" (太平道; Tàipíng Dào), e veneravam a deidade Huang–Lao. Zhang Jiao dizia que esta divindade lhe havia dado um livro sagrado chamado "Chaves Cruciais para o Caminho da Paz" (太平要術; Tàipíng Yàoshù). Zhang Jiao, que era visto como um feiticeiro, chamava, a si mesmo, "Grande Professor". A seita defendia direitos iguais para todos e distribuição igualitária de terra. Quando a revolta foi proclamada, Zhang Jiao criou este sloganː

O céu azul (em referência ao governo Han) já está morto; o céu amarelo (em referência à Revolta dos Turbantes Amarelos) já vai se levantar. Quando o ano for jiǎzǐ (isto é, no início do ciclo sexagenário seguinte), haverá prosperidade sob o céu.

### Práticas religiosas
Zhang Jiao usava uma forma de taoismo para curar os doentes através da confissão dos pecados e da cura pela fé. A religião e a política dos irmãos Zhang eram baseadas na crença numa mudança apocalíptica na ordem do mundo. Eles diziam, a seus seguidores, que, no ano jiazi, início do novo ciclo sexagenário, o céu se tornaria amarelo e que, abaixo deste novo céu, o governo da dinastia Han terminaria e um novo governo surgiria. O termo jiazi se tornou um símbolo do movimento. Posteriormente, quando os seus seguidores entraram em confronto com os exércitos imperiais, eles passaram a usar fitas amarelas na cabeça como um emblema, o que motivou a denominação do movimento como "Revolta dos Turbantes Amarelos".
Quase todas as práticas religiosas da seita eram de caráter comunitário (por exemplo, transes coletivos e jejuns). Um típico ritual de adoração incluiria muita música e dança, queima de incenso e sermões ou anedotas contados até mesmo por mulheres ou bárbaros. Vários líderes xiongnus, como Yufuluo por exemplo, apoiaram a seita, e vários acadêmicos teorizaram que Zhang Jiao derivou sua crença do xamanismo, pois ele era visto como um curandeiro místico com ligação direta com o céu.
Embora muitas das crenças iniciais do Caminho da Suprema Paz tenham se perdido, é provável que elas tivessem alguma relação com o Caminho dos Mestres Celestiais, visto que Zhang Jiao proclamava ser um descendente de Zhang Daoling. É interessante observar que muitos dos escritos encontrados nos 52 capítulos remanescentes do Taiping Jing que são encontrados no Daozang têm uma relação direta com o Caminho dos Mestres Celestiais.

## Os planos de Zhang Jiao para a rebelião
Antes que a rebelião começasse, Zhang Jiao enviou Ma Yuanyi para recrutar seguidores nas províncias de Jing e Yang e reuni-los na cidade de Ye. Como Ma Yuanyi viajava frequentemente para Luoyang, a capital imperial han, ele teceu relações com Feng Xu e Xu Feng, dois membros da influente facção eunuca dentro da corte imperial han, e os convenceu a colaborar secretamente com Zhang Jiao. Eles estabeleceram o dia 3 de abril de 184 como a data para a rebelião. No entanto, antes que os planos se concretizassem, Tang Zhou traiu Ma Yuanyi e o denunciou às autoridades. Ma Yuanyi foi preso e executado através de desmembramento em Luoyang.
Depois que o imperador Lingdi soube que Zhang Jiao estava planejando uma rebelião, ele ordenou que Zhou Bin, prefeito dos parques do palácio, conduzisse uma investigação e capturasse todos os conspiradores. Centenas de pessoas foram presas e executadas então.

## A rebelião
Quando Zhang Jiao soube que o governo Han já havia descoberto a revolta, ele rapidamente enviou mensageiros para contactar seus aliados por toda a China e começar a agir imediatamente. Em algum momento entre 29 de fevereiro e 29 de março de 184, Zhang Jiao iniciou a rebelião com 360 000 seguidores sob seu comando, todos usando panos amarelos enrolados na cabeça. Zhang chamou-se, a si próprio, "senhor general do céu", enquanto seus irmãos Zhang Bao e Zhang Liang foram chamados, respectivamente, de "senhor general da terra" e "senhor general do povo". Os rebeldes atacaram escritórios do governo, pilharam condados e assumiram o comando de prefeituras. Em dez dias, a revolta tinha se espalhado por toda a China e alarmou a corte imperial em Luoyang.
Os rebeldes se concentraram nas províncias de Ji, Jing, You e Yu. O grupo liderado por Zhang Jiao e seus irmãos se baseava no apoio da província de Ji, localizada ao norte do rio Amarelo, perto da terra natal de Zhang Jiao, nas prefeituras de Julu (ao redor do atual condado de Pingxiang, em Hebei) e Wen (ao redor da atual cidade de Handan, em Hebei). Uma segunda grande revolta aconteceu nas prefeituras de Guangyang (ao redor da atual Pequim) e Zhuo (ao redor da atual cidade de Zhuozhou), na província de You. O terceiro centro da rebelião era nas prefeituras de Yingchuan (ao redor da atual cidade de Xuchang, em Henan) e Runan (ao redor da atual cidade de Xinyang, em Henan), na província de Yu, e na prefeitura de Nanyang (ao redor da atual cidade de Nanyang, em Henan), na província de Jing.
Em 1 de abril de 184, o imperador Lingdi nomeou seu cunhado He Jin, intendente de Henan, como general em chefe, e ordenou-o que supervisionasse os exércitos imperiais para suprimir a rebelião. Ao mesmo tempo, o imperador apontou três generais (Lu Zhi, Huangfu Song e Zhu Jun) que liderariam três exércitos separados para lidar com os rebeldes. Lu Zhi foi combater a base de Zhang Jiao na província de Ji, enquanto Huangfu Song e Zhu Jun se dirigiram à prefeitura de Yingchuan. Eles possuíam um total de 40 000 soldados.

### Província de You: prefeituras de Guangyang e Zhuo
Na província de You, os rebeldes mataram Guo Xun, o inspetor provincial, e Liu Wei, o administrador da prefeitura de Guangyang (ao redor da atual Pequim).
Zou Jing, um coronel, liderou as forças imperiais para eliminar os rebeldes na província de You. Liu Bei liderou um grupo de voluntários para ajudá-lo. As biografias de Guan Yu e Zhang Fei no Sanguozhi não mencionam o envolvimento destes na Revolta dos Turbantes Amarelos, porém é razoável crer que eles tenham participado, pois eles haviam se juntado a Liu Bei muito antes.

### Província de Yu: prefeituras de Runan e Yingchuan
Quando a rebelião se iniciou na província de Yu, a corte imperial han selecionou Wang Yun como inspetor de província para supervisionar as operações militares.
Zhao Qian, o administrador da prefeitura de Runan (ao redor da atual Xinyang, em Henan), liderou suas tropas para atacar os rebeldes antes da chegada de Zhu Jun, mas foi derrotado em Shaoling (no atual sudeste de Henan). Quando o condado de Chen (atual condado de Huaiyang, em Henan) estava sendo atacado pelos rebeldes, sete dos subordinados de Zhao Qian, que não eram militares, se armaram com espadas e tentaram combater os rebeldes mas foram mortos. Após a supressão da rebelião, o imperador Lingdi publicou um edito que os nomeou como "os sete virtuosos".
O estado de Chen (ao redor da atual cidade de Zhoukou, em Henan), um dos juns da província de Yu e principado de Liu Chong, se manteve neutro durante a rebelião, pois os rebeldes temiam Liu Chong, que era exímio arqueiro e possuía uma unidade de elite de arqueiros.
Os rebeldes na prefeitura de Runan, liderados por Bo Cai, inicialmente derrotaram Zhu Jun em batalha e o fizeram recuar. A corte imperial, então, enviou Cao Cao, um comandante de cavalaria, para liderar os reforços que ajudariam Zhu Jun. Em algum ponto entre 28 de maio e 25 de junho, Zhu Jun, Huangfu Song e Cao Cao juntaram forças e derrotaram Bo Cai em Changshe (a leste da atual cidade de Changge, em Henan). Enquanto Bo Cai tentava fugir, Huangfu Song e Zhu Jun o perseguiram até o condado de Yangzhai (atual cidade de Yuzhou, em Henan) e o venceram novamente, causando a dispersão dos rebeldes.
Huangfu Song e Zhu Jun derrotaram, então, os rebeldes da prefeitura de Runan liderados por Peng Tuo no condado de Xihua (ao sul do atual condado de Xihua, em Henan). A corte imperial, então, ordenou que as forças se dividissemː Huangfu Song atacaria os rebeldes da prefeitura de Dong (ao redor do atual condado de Puyang, em Henan), enquanto Zhu Jun atacaria os rebeldes da prefeitura de Nanyang (ao redor da atual cidade de Nanyang, em Henan). Durante esse tempo, Wang Yun, o inspetor da província de Yu, encontrou evidências de que os rebeldes mantinham, secretamente, contato com Zhang Rang, o líder da facção eunuca em Luoyang. Ele comunicou o fato ao imperador Lingdi, que repreendeu Zhang Rang mas não o puniu.
Entre 7 de novembro e 6 de dezembro, Bao Hong, um coronel, liderou forças imperiais no ataque aos rebeldes em Gebei (a noroeste do atual condado de Xincai, em Henan) e os derrotou.

### Província de Ji: prefeituras de Wei e Julu
Enquanto isso, Lu Zhi derrotou as forças rebeldes de Zhang Jiao na prefeitura de Julu (ao redor do atual condado de Pingxiang, em Hebei) e sitiou o líder rebelde no condado de Guangzong (a sudeste do atual condado de Guangzong, em Hebei). Entretanto, depois que um eunuco o acusou falsamente de traição, o imperador removeu Lu Zhi do comando e o conduziu de volta a Luoyang como prisioneiro. A corte imperial, então, ordenou, ao general Dong Zhuo, que substituísse Lu Zhi e atacasse Zhang Jiao. No entanto, Dong Zhuo foi derrotado e recuou.
Em 23 ou 24 de setembro, Huangfu Song e Fu Xie, um major inferior a ele, derrotaram os rebeldes em Cangting (ao norte do atual condado de Yanggu, em Shandong), capturaram o líder rebelde Bu Ji e mataram mais de 7 000 rebeldes, incluindo outros líderes menores como Zhang Bo e Liang Zhongning. Em 25 de setembro, a corte imperial o ordenou que substituísse Dong Zhuo, liderasse as tropas para o norte para o condado de Guangzong e atacasse Zhang Jiao.
Zhang Jiao morreu de doença quando estava sendo atacado por Huangfu Song no condado de Guangzong. Entre 21 de novembro e 20 de dezembro, Huangfu Song continuou atacando Zhang Liang, que havia substituído o irmão falecido na liderança dos rebeldes no condado de Guangzong. Porém Huangfu Song não conseguiu derrotar os rebeldes porque Zhang Liang provavelmente tinha, consigo, os melhores guerreiros dentre os revoltosos. Huangfu Song, então, adotou uma estratégia defensiva para enganar os rebeldes e induzi-los a baixar a guarda, o que eles realmente fizeram. Huangfu Song aproveitou a oportunidade para contra-atacar durante a noite, e impôs uma devastadora derrota aos rebeldes. Zhang Liang foi morto em ação junto com 30 000 rebeldes, enquanto outros 50 000 rebeldes que tentaram fugir pelo rio terminaram se afogando. Huangfu Song também queimou mais de 30 000 carroças contendo suprimentos para os rebeldes e capturou a maior parte de seus familiares. Huangfu Song exumou o cadáver de Zhang Jiao, o decapitou e enviou a cabeça para a corte imperial de Luoyang.
Em reconhecimento aos feitos de Huangfu Song, o imperador Lingdi o promoveu a "general esquerdo de carruagens e cavalaria". Entre 21 de dezembro de 184 e 18 de janeiro de 185, Huangfu Song juntou forças com Guo Dian, o administrador da prefeitura de Julu, para atacar os rebeldes remanescentes liderados pelo outro irmão de Zhang Jiao, Zhang Bao. Eles derrotaram os rebeldes no condado de Xiaquyang (a oeste da atual cidade de Jinzhou, em Hebei), mataram Zhang Bao e obtiveram a rendição de mais de 100 000 rebeldes.

### Província de Jing: prefeitura de Nanyang
Em 24 de março de 184, os rebeldes liderados por Zhang Mancheng mataram Chu Gong, o administrador da prefeitura de Nanyang (ao redor da atual Nanyang, em Henan), e ocuparam a capital da prefeitura, Wancheng (atual distrito de Wancheng, em Nanyang, em Henan). O sucessor de Chu Gong, Qin Jie, reuniu as forças locais da prefeitura de Nanyang, atacou Zhang Mancheng, o derrotou e o matou entre 26 de junho e 25 de julho, antes que os reforços liderados por Zhu Jun chegassem.
Após a morte de Zhang Mancheng, Zhao Hong se tornou o novo líder rebelde em Wancheng. Por volta de outubro de 184 ou depois, Qin Jie e Zhu Jun combinaram forças com Xu Qiu, o inspetor da província de Jing, para atacar Wancheng com um exército de aproximadamente 18 000 homens. Eles derrotaram e mataram Zhao Hong.
Após a morte de Zhao Hong, Han Zhong e os rebeldes restantes assumiram o controle de Wancheng e continuaram resistindo às forças imperiais. Zhu Jun ordenou, a seus soldados, que fingissem que atacavam a partir do sudoeste, enquanto ele secretamente liderava uma tropa de elite de 5 000 soldados numa infiltração de Wancheng pelo nordeste. Han Zhong recuou para a cidadela e queria se render. Qin Jie, Xu Qiu e Zhang Chao (um major abaixo de Zhu Jun) pediram, a Zhu Jun, que aceitasse o pedido de rendição de Han Zhong, mas ele recusou. Posteriormente, Zhu Jun fingiu levantar o cerco para induzir Han Zhong a atacar. Han Zhong caiu no golpe, perdeu a batalha e tentou fugir para o norte enquanto aproximadamente 10 000 de seus homens eram trucidados pelas forças imperiais. Em desespero, Han Zhong se rendeu a Zhu Jun, mas Qin Jie, que o odiava, o mandou matar.
Em 11 de janeiro de 185, Zhu Jun derrotou outra força rebelde liderada por Sun Xia, que fugiu então para o condado de Xi'e (ao norte da atual Nanyang, em Henan). Zhu Jun o perseguiu, o matou e dispersou os rebeldes restantes.

### Províncias de Xu e Yang
Na província de Xu, o inspetor provincial Tao Qian, com a ajuda de Zang Ba e outros, conseguiu derrotar os rebeldes e restaurar a paz na região.
Sun Jian, na época um oficial inferior servindo no condado de Xianpi (ao sul da atual cidade de Pizhou, em Jiangsu), na província de Xu, se juntou ao exército de Zhu Jun no posto de major. Ele trouxe, consigo, vários jovens do condado de Xianpi, assim como soldados recrutados na região do rio Huai.
Na província de Yang, os rebeldes atacaram o condado de Shu (atualmente, a região central da província de Anhui), na prefeitura de Lujiang (ao redor da atual cidade de Lu'an, em Anhui), e incendiaram os prédios. Yang Xu, o administrador da prefeitura de Lujiang, reuniu milhares de homens e conseguiu combater os rebeldes, apagar os incêndios e restaurar a paz na região.

### Fim da rebelião
No início do ano 185, a rebelião estava praticamente suprimida após Zhu Jun ter recapturado Wancheng, na prefeitura de Nanyang, e após as vitórias de Huanfu Song sobre os irmãos Zhang na província de Ji. Os rebeldes remanescentes, dispersos, foram perseguidos por forças governamentais em operações de limpeza e, em meados de fevereiro de 185, o imperador Lingdi mudou o nome de era de Guanghe para Zhongping ("pacificação conseguida").

## Atividades dos turbantes amarelos após 185
Embora a rebelião tenha terminado em fevereiro de 185, rebeliões menores dos remanescentes dos turbantes amarelos eclodiram por toda a China pelas décadas seguintes, atingindo até províncias que não haviam participado da Revolta dos Turbantes Amarelos.

### Bandidos da Onda Branca
Entre 16 de março e 13 de abril de 188, Guo Tai liderou 100 000 turbantes amarelos remanescentes e iniciou uma rebelião na prefeitura de Xihe. Como eles eram originários do "vale da Onda Branca", na prefeitura de Xihe, eles, posteriormente, ficaram conhecidos como "Bandidos da Onda Branca". Eles se aliaram ao líder xiongnu Yufuluo e atacaram as prefeituras de Taiyuan (ao redor da atual cidade de Taiyuan, em Shanxi) e Hedong (ao redor da atual Yuncheng, em Shanxi). Entre 27 de outubro e 25 de novembro de 189, quando os Bandidos atacaram a prefeitura de Hedong, o chefe militar Dong Zhuo enviou seu genro Fu Niu para liderar as tropas que atacariam os rebeldes, porém Fu Niu não conseguiu derrotar os rebeldes.
Em meados do ano 195, o imperador Xiandi fugiu de Changan, onde havia sido mantido como refém pelos seguidores de Dong Zhuo, liderados por Li Jue e Guo Si desde a morte de Dong Zhuo em 192. O imperador retornou às ruínas da velha capital imperial Luoyang, que Dong Zhuo havia queimado em em 191, forçando a população a se mudar para Changan. Dong Cheng (um antigo subordinado de Fu Niu) e Yang Feng (um antigo bandido da onda branca) protegeram o imperador Xiandi em Luoyang quando Li Jue e Guo Si tentaram trazer o imperador de volta a Changan. Dong Cheng e Yang Feng pediram, aos Bandidos da Onda Branca liderados por Li Le, Han Xian, Hu Cai e outros, que viessem proteger o imperador. Forças xiongnus lideradas por Qubei também responderam ao apelo e vieram proteger o imperador contra as forças de Li Jue e Guo Si. Entre 195 e 196, o chefe militar Cao Cao entrou com suas forças em Luoyang e conduziu o imperador até sua própria base em Xu (atualmente, Xuchang, em Henan), estabelecendo, ali, a nova capital imperial.

### Província de Yiː Ma Xiang e Zhao Zhi
Entre 12 de julho e 10 de agosto de 185, Ma Xiang e Zhao Zhi lideraram os turbantes amarelos remanescentes e começaram uma rebelião na província de Yi (que abrangia as atuais Sichuan e Chongqing). Eles mataram Li Cheng (prefeito do condado de Mianzhu), Zhao Bu (administrador da prefeitura de Ba) e Xi Jian (inspetor da província de Yi). Ma Xiang se declarou imperador. A rebelião foi suprimida por forças locais lideradas por Jia Long, um antigo subordinado de Xi Jian.

### Província de Qingː Zhang Rao, Guan Hai, Xu He e Sima Ju
Por volta do ano 189, Zhang Rao liderou aproximadamente 200 000 turbantes amarelos remanescentes e devastou a província de Qing. Ele derrotou forças imperiais lideradas por Kong Rong, o chanceler han do estado de Beihai (ao redor da atual cidade de Weifang, em Shandong), na província de Qing. Posteriormente, Kong Rong foi sitiado no condado de Duchang (atualmente Changyi, em Shandong) por milhares de turbantes amarelos liderados por Guan Hai. Taishi Ci, então um oficial militar sob o comando de Kong Rong, conseguiu romper o cerco e procurou a ajuda de Liu Bei, que era então chanceler do vizinho estado de Pingyuan (ao redor do atual condado de Pingyuan, em Shandong). Liu Bei trouxe, consigo, 3 000 soldados, atacou Guan Hai e salvou Kong Rong.
Na década de 200, Xu He e Sima Ju lideraram os turbantes amarelos remanescentes das prefeituras de Jinan (ao redor da atual Zhangqiu, em Shandong) e Le'an (ao redor da atual Zibo, em Shandong), respectivamente, e assolaram a província de Qing. Eles foram derrotados e mortos por Xiahou Yuan, Zang Ba e Lü Qian em algum ponto entre 206 e 209. Não se sabe exatamente quando Xu He e Sima foram derrotados e mortos. Na biografia de Xiahou Yuan no Sanguozhi, é mencionado o tempo entre o momento em que Yu Jin suprimiu uma rebelião de Chang Xi (em 206) e 209 (14º ano da era Jian'an).

### Província de Yanː exército Qingzhou de Cao Cao
Por volta de maio de 192, centenas de milhares de turbantes amarelos remanescentes da província de Qing invadiram a província de Yan e mataram Zheng Sui, o chanceler do estado de Rencheng (ao redor da atual Zoucheng, em Shandong). Depois, invadiram a prefeitura de Dongping (ao redor do atual condado de Dongping, em Shandong). Liu Dai, o inspetor da província de Yan, queria liderar seus soldados no ataque aos rebeldes, porém o general Bao Xin o aconselhou em sentido contrário. Liu Dai ignorou o conselho de Bao Xin, atacou os rebeldes e foi morto. Bao Xin e outro oficial, Wan Qian, foram à prefeitura de Dong (ao redor da atual Puyang, em Henan) para convidar Cao Cao para ser o novo governador da província de Yan. Bao Xin, então, liderou as forças do governo no ataque aos rebeldes no leste do condado de Shouzhang (ao sul do atual condado de Dongping, em Shandong), mas foi morto em ação. Depois, apesar de possuir menos soldados, Cao Cao conseguiu derrotar os rebeldes no estado de Jibei (ao redor da atual Feicheng, em Shandong). Os rebeldes, em número superior a 300 000, se renderam a Cao Cao junto com suas famílias. Cao Cao, então, recrutou os melhores soldados e, com eles, formou uma tropa de elite, o exército Qingzhou ("Qingzhou" é uma referência à província de Qing, de onde veio a maior parte dos soldados).

### Prefeituras de Runan e Yingchuanː He Yi, Liu Pi, Gong Du e outros
Nas prefeituras de Runan (ao redor da atual Xinyang, em Henan) e Yingchuan (ao redor da atual Xuchang, em Henan), milhares de turbantes amarelos permaneceram ativos sob a liderança de He Yi, Liu Pi, Huang Shao, He Man e outros. Eles eram, inicialmente, aliados dos chefes militares Yuan Shu e Sun Jian, mas se tornaram uma força independente na década de 190. Entre 17 de março e 15 de abril de 196, o chefe militar Cao Cao, liderando suas forças, os atacou e matou Liu Pi, Huang Shao e He Man. He Yi e outros se renderam a Cao Cao.
Existiam outros turbantes amarelos remanescentes liderados por Gong Du e Wu Ba na prefeitura de Runan. Wu Ba foi derrotado e capturado pelo general Li Tong. Gong Du se tornou uma ameaça a Cao Cao quando ele se aliou ao rival de Cao Cao, Liu Bei, e tomou posse da prefeitura de Runan em 201. Cao Cao enviou primeiro Cai Yang para eliminá-los. Depois que Cai Yang foi morto, Cao Cao liderou pessoalmente suas tropas e os derrotou. Liu Bei fugiu para o sul e se juntou a Liu Biao, enquanto Gong Du e os rebeldes remanescentes se dispersaram.

### Províncias de Yang e Jiao
Outra força remanescente dos turbantes amarelos liderada por Wu Huan esteve ativa na prefeitura de Kuaiji (ao redor da atual Shaoxing, em Zhejiang), até que Liu Zan a derrotou e matou Wu Huan.
Na década de 200, Chen Bai e Wan Cheng iniciaram uma rebelião na prefeitura de Jiuzhen (atualmente, província de Thanh Hoa, no Vietnã), na província de Jiao. Em 202, eles foram derrotados e presos por Zhu Zhi, o administrador da prefeitura.

## Consequências
Os exércitos imperiais han extinguiram a rebelião, porém a um alto preço. Numa ampla região, os escritórios do governo foram destruídos, oficiais foram mortos, distritos inteiros perderam seu vínculo com a administração central. Os rebeldes mortos somaram centenas de milhares. Muitos não combatentes ficaram sem casa ou sem posses, e largas porções do império ficaram em ruínas. A insegurança continuou e bandidos apareceram em todos os distritos. O governo han, sem condições de combater os distúrbios menores, teve de se contentar em remediar a situação da melhor forma possível. Seria necessário um largo período para o império se reorganizar, mas o império não teve esse tempo disponível.
Quando a rebelião foi, finalmente, derrotada, os líderes militares e os administradores locais haviam ganho um poder de autogestão. Isso acelerou o colapso do império em 220. Depois que o imperador Lingdi morreu em 189, começou a luta pelo poder entre He Jin e os eunucos, e He Jin foi assassinado em 22 de setembro de 189. Yuan Chao, o aliado de He Jin, retaliou queimando o palácio e dizimando os eunucos. Finalmente, o chefe militar Dong Zhuo adquiriu controle sobre o herdeiro ao trono, ainda menor de idade, o que ele usou para legitimar sua ocupação da capital, a qual foi saqueada. Por causa de sua crueldade, Dong Zhuo foi assassinado em 192, preparando o terreno para a ascensão de Cao Cao ao poder.
Apesar da maneira negativa com que a novela histórica do século XIV Romance dos Três Reinos tratou a Revolta dos Turbantes Amarelos, muitos levantes camponeses posteriores na China se inspiraram na rebelião e se proclamaram seus descendentes espirituais.[carece de fontes?]

## Partes envolvidas
Turbantes amarelos
- Zhang Jiao, líder geral da rebelião, era baseado nas prefeituras de Wei e Julu
  -  † Zhang Bao, irmão mais jovem de Zhang Jiao.
  -  † Zhang Liang, irmão mais jovem de Zhang Jiao.
- (prisioneiro de guerra) Bu Ji, líder dos rebeldes em Cangting.
  -  † Zhang Bo
  -  † Liang Zhongning
- † Zhang Mancheng, líder dos rebeldes na prefeitura de Nanyang.
  -  † Zhao Hong
  - (executado) Han Zhong
- Sun Xia
- Bo Cai, líder dos rebeldes nas prefeituras de Runan e Yingchuan.
  - Peng Tuo
- (executado) Ma Yuanyi
- Tang Zhou

Forças imperais Han
- imperador Lingdi
  - He Jin, general-em-chefe
  - Lu Zhi, general do norte da família
  - Huangfu Song, general esquerdo da família.
    - Fu Xie, major

  - Zhu Jun, general direito da família
    - Zhang Chao, major.
    - Sun Jian, major.

  - Dong Zhuo, general da família.
  - Cao Cao, comandante de cavalaria.
  - Bao Hong, coronel.[33]
- Guo Dian, administrador da prefeitura de Julu
- Xu Qiu, inspetor da província de Jing.[34]
  -  † Chu Gong, administrador da prefeitura de Nanyang.
  - Qin Jie, administrador da prefeitura de Nanyang.
- Tao Qian, inspetor da província de Xu.
  - Zang Ba, comandante de cavalaria.
- Yang Xu, administrador da prefeitura de Lujiang.
- † Guo Xun, inspetor da província de You.
  -  † Liu Wei, administrador da prefeitura de Guangyang.
- Zou Jing, coronel.
  - Liu Bei
- Wang Yun, inspetor da província de Yu.
  - Zhao Qian, administrador da prefeitura de Runan.
    -  † Yuan Mi, yisheng (acadêmico).
    -  † Feng Guan, oficial de mérito.
    -  † Chen Duan, arquivista.
    -  † Fan Zhongli, um menxiadu (policial).
    -  † Liu Weide, zeicao (oficial de justiça).
    -  † Ding Zisi, zhujishi (historiador).
    -  † Zhang Zhongran, um jishishi (escriba).

  - Liu Chong, príncipe de Chen.

### Ressurgentes turbantes amarelos
- † Ma Xiang, iniciou a rebelião na província de Yi em 188.
  - Zhao Zhi
- Zhang Rao, atacou e derrotou Kong Rong na província de Qing por volta de 189.
- Guan Hai, atacou e sitiou Kong Rong na prefeitura de Duchang por volta de 189 ou 190, mas foi derrotado por Liu Bei.
- † Wu Huan, ativo na prefeitura de Kuaiji.
- (se rendeu) He Yi, liderou rebeldes na década de 190 na prefeitura de Runan
  -  † Liu Pi
  -  † Huang Shao
  -  † He Man
- Gong Du, ativo na prefeitura de Runan, se aliou a Liu Bei em 201.
- (prisioneiro de guerra) Wu Ba, ativo na prefeitura de Runan.
- † Xu He, liderou os rebeldes na década de 200 na prefeitura de Jinan.
- † Sima Ju, liderou os rebeldes na década de 200 na prefeitura de Le'an.
- (prisioneiro de guerra) Chen Bai, liderou os rebeldes na década de 200 na prefeitura de Jiuzhen.
  - (prisioneiro de guerra) Wan Cheng
- Bandidos da Onda Branca
  - Guo Tai, iniciou a rebelião em 188 na prefeitura de Xihe. Este grupo de rebeldes se transformou nos Bandidos da Onda Branca.
  - Yang Feng, se tornou um subordinado de Li Jue. Protegeu o imperador Xian de Li Jue e Guo Si em 195.
  - Li Le, junto com Han Xian, Hu Cai e outros, veio em defesa do imperador Xian em Luoyang in 195.
  - Han Xian
  - Hu Cai

## No Romance dos Três Reinos
A rebelião é retratada nos capítulos de abertura da novela histórica do século XIV Romance dos Três Reinos. A novela retrata os irmão Zhang como feiticeiros que adquiriram o Taipingjing do "velho espírito imortal das terras do sul" (algumas vezes, identificado com Chuang-Tzu).
Muitos turbantes amarelos fictícios foram criados para a novela, comoː
- Du Yuan, morto por Liao Hua por ter sequestrado as esposas de Liu Bei.
- Zhou Cang.
- Gao Sheng, um subordinado de Zhang Bao.
- Cheng Yuanzhi, derrotado pelas forças de Liu Bei no primeiro confronto.
- Deng Mao, o campeão de Cheng Yuanzhi.
- Bian Xi, um eventual servente de Cao Cao que tentou e falhou matar Guan Yu.

Embora não seja um personagem fictício, Liao Hua foi apresentado na novela como tendo sido, inicialmente, um turbante amarelo. Porém isso é pouco provável, tendo em vista a data de sua morte.

## Na cultura popular
. A rebelião aparece como um estágio inicial no jogo eletrônico Dynasty Warriors.
. A rebelião e presente no jogo "Total War: Three Kingdons" que toma o ramance dos três reinos como pano de fundo. Na DLC "mandete of heaven", mandato do céu, os irmãos Zhang são os protagonistas, assim como o imperador Liu Hong e os futuros pratagonistas do romance.